# Sofie Carsten Nielsen

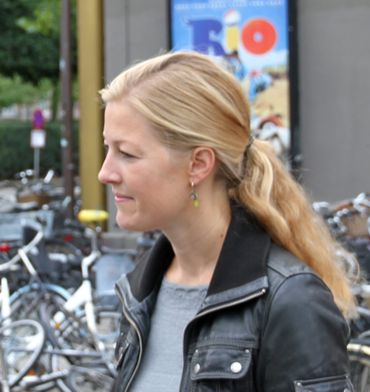
Sofie Carsten Nielsen (2011)

Sofie Carsten Nielsen (* 24. Mai 1975 in Birkerød) ist eine dänische Politikerin (Radikale Venstre). Von der Folketingswahl 2011 bis zu ihrem Austritt im April 2023 war sie Abgeordnete des dänischen Parlaments. Von 2020 bis zur Folketingswahl 2022 war sie zudem Parteichefin (politisk leder) der linksliberalen Partei.

## Leben
Von 1995 bis 2002 studierte sie Politikwissenschaften an Københavns Universitet; das Studium schloss sie mit einem dänischen Äquivalent des Masters ab. Von 2000 bis 2001 absolvierte sie ein Zweitstudium am College of Europe in Brügge. Hier erhielt sie die Master in europäischer Politik und Administration.
In Anschluss an ihr Studium war sie für zwei Jahre, von 2002 bis 2004, als politischer Berater am Europaparlament tätig. Darauf arbeitete sie bis 2009 im dänischen Ministerium für Gleichstellung. Sie war von 2010 bis 2011 „Politischer Chef“ der Gewerkschaft Ingeniørforeningen i Danmark.
Nielsen ist verheiratet und hat zwei Kinder.

## Parlament
Bereits bei ihrer ersten Kandidatur zum Folketing war Nielsen erfolgreich und erhielt bei der Folketingswahl 2011 ein Mandat. Bis zu ihrem Austritt am 30. April 2023 saß sie ununterbrochen im Parlament. Unter der Regierung Helle Thorning-Schmidt II war sie vom 3. Februar 2014 bis zum 28. Juni 2015 Ministerin für Hochschulausbildung und Forschung. Am 7. Oktober 2020 wurde sie Parteichefin (politisk leder) in einer Kampfabstimmung gegen Martin Lidegaard, nachdem der vorherige Parteichef Morten Østergaard aufgrund sexuellen Fehlverhaltens in mehreren Fällen und des öffentlichen Umgangs damit zurücktreten musste. Ein darauf folgender Streit zwischen Nielsen und Ida Auken über Nielsens Verantwortung belastete die Partei anschließend über mehrere Wochen. Nach der Folketingswahl 2022 gab Nielsen den Posten der politischen Führung ab, nachdem ihre Partei mehr als die Hälfte ihrer Wählerschaft verlor.